# برنار ریشار
برنار ریشار (فرانسوی: Bernard Richard‎؛ زادهٔ ۳۰ اوت ۱۹۵۷) دوچرخه‌سوار اهل فرانسه است.